# Barbacoll lanceolat
El barbacoll lanceolat (Micromonacha lanceolata) és una espècie d'ocell de la família dels bucònids (Bucconidae) i única espècie del gènere Micromonacha. Habita formacions boscoses de Costa Rica, Panamà, oest i sud-est de Colòmbia, oest i est de l'Equador, est del Perú i oest del Brasil.